# کلاودیو زولیانلو
کلاودیو زولیانلو (ایتالیایی: Claudio Zulianello؛ زادهٔ ۲۹ مه ۱۹۶۵) بازیکن والیبال اهل آرژانتین بود.
وی در مسابقات کشوری و بین‌المللی در مجموع برندهٔ ۱ مدال برنز شده‌است.